# Max Sauerlandt

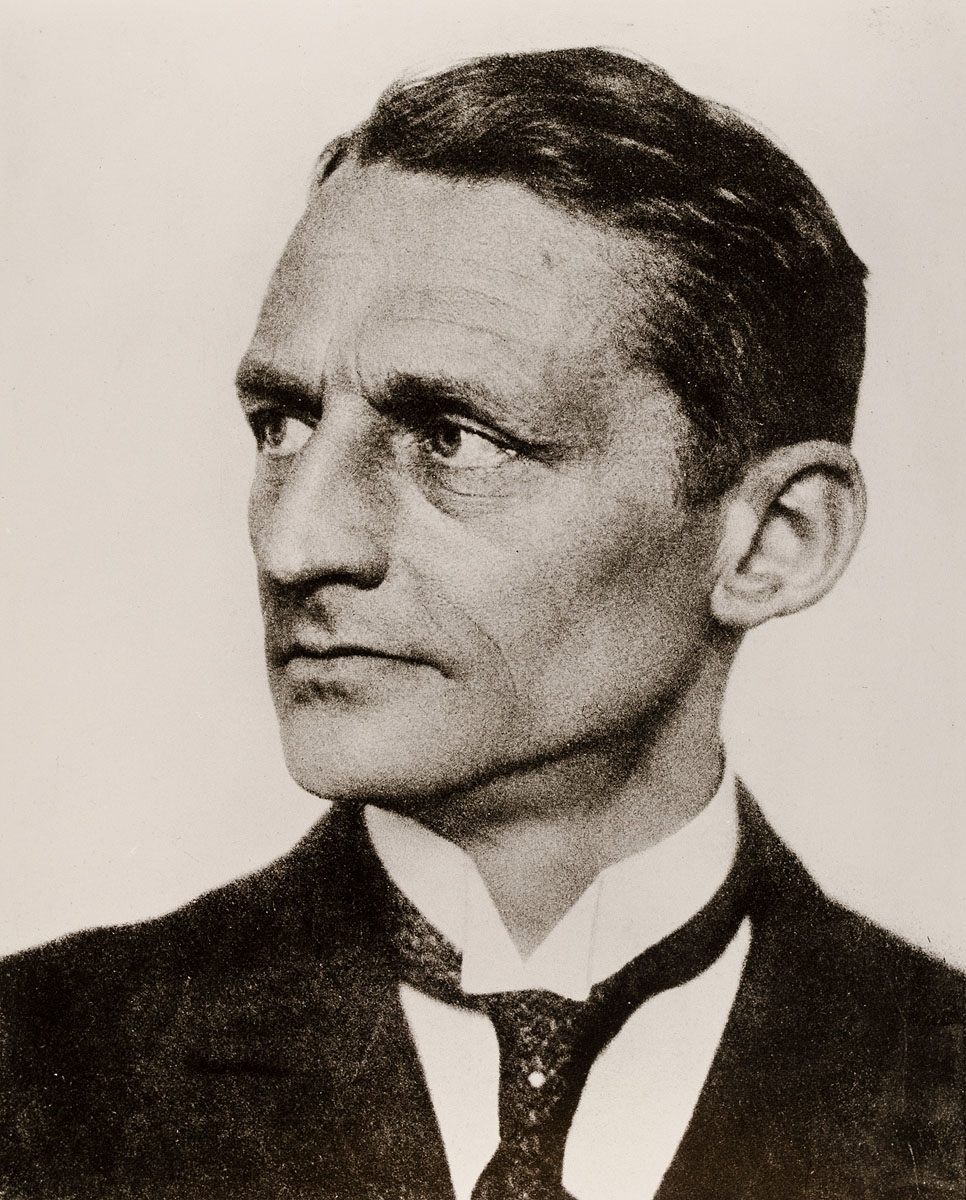
Max Sauerlandt um 1930, Foto von Hugo Erfurth

Friedrich August Max Sauerlandt (* 6. Februar 1880 in Berlin; † 1. Januar 1934 in Hamburg) war ein deutscher Kunsthistoriker und Direktor des Museums für Kunst und Gewerbe in Hamburg.

## Familie
Max Sauerlandt wurde als Sohn des Holzhändlers Max Sauerlandt (* 16. Oktober 1846; † 20. Januar 1884) und der Marie geb. Plath (* 27. Januar 1850; † 7. November 1921) geboren.
Er war verheiratet mit Alice geb. Schmidt (* 5. Juni 1880; † 19. September 1972), die selber Schülerin von Käthe Kollwitz gewesen war. Sie hatten sechs Kinder: fünf Töchter und einen Sohn.

## Leben
Er  wuchs in Hamburg auf und studierte in Marburg, München und zuletzt an der Universität Berlin. Hier wurde er 1903 bei Heinrich Wölfflin mit einer Dissertation zum Thema Über die Bildwerke des Giovanni Pisano promoviert. Nach kurzer Tätigkeit in der Redaktion des Allgemeinen Lexikons der Bildenden Künstler von der Antike bis zur Gegenwart in Leipzig wurde er 1905 wissenschaftlicher Hilfsarbeiter und später Assistent von Justus Brinckmann, dem Direktor des Museums für Kunst und Gewerbe in Hamburg. 1908 wurde er zum Leiter des Städtischen Museums für Kunst und Kunstgewerbe in Halle berufen. Bis 1919 kaufte Sauerlandt für diese Sammlung die Bilder zahlreicher Expressionisten, aber auch Werke von Hans von Marées, Max Slevogt, Lovis Corinth, Max Liebermann, Wilhelm Lehmbruck sowie Kunsthandwerk an. So erhielt die Hallenser Sammlung einen modernen Charakter. Bereits 1913 erwarb er für die Museumssammlung ein frühes Bild Emil Noldes (Das Abendmahl von 1909). Es war das erste Nolde-Bild, das von einer öffentlichen deutschen Kunstsammlung angekauft wurde. Bei dem anschließenden Eklat wurde Sauerlandt vor allem von Wilhelm von Bode, dem Generaldirektor der staatlichen Kunstsammlungen in Berlin, kritisiert.
Während des Ersten Weltkrieges war Max Sauerlandt als Batterieführer an der Ostfront eingezogen. Bereits 1915, kurz nach Justus Brinckmanns Tod, wurde Sauerlandt dessen Nachfolge im Museum für Kunst und Gewerbe in Hamburg angetragen, die er jedoch erst nach Kriegsende, im Frühjahr 1919, antrat. Er baute in der Folge den Bestand des Museums an Kunstwerken des deutschen Expressionismus, wie den Künstlern Ernst Ludwig Kirchner, Emil Nolde und Karl Schmidt-Rottluff, aus und sicherte die Existenz der jungen Künstler durch Museumsankäufe und Auftragsvermittlung. Auch weniger bekannte Künstler – wie Moissey Kogan oder der Bauhausmeister Naum Slutzky – konnten seiner Unterstützung sicher sein. Er verfolgte dabei das Konzept eines ganzheitlichen Museums, in dem Kunsthandwerk und bildende Künste gemeinsam ausgestellt werden sollten. Viele Künstler zählte Sauerlandt zu seinen Freunden und führte mit ihnen eine ausgiebige Korrespondenz.
In dieser Zeit baute sich Sauerlandt – vor allem durch Künstlergeschenke – eine umfangreiche private Kunstsammlung auf, die Werke der Künstler Nolde, Schmidt-Rottluff, Kirchner, Rolf Nesch und Gustav H. Wolff enthielt. Diese Sammlung war in seiner Mietwohnung in der Loogestraße 26 untergebracht, die er mit seiner Frau Alice und seinen sechs Kindern bewohnte. Hier waren auch Ada und Emil Nolde oft zu Gast. Alleine von Nolde besaß der Kunstsammler Sauerlandt fünf Bilder.
Nach der „Machtergreifung“ der Nationalsozialisten wurde Sauerlandt am 5. April 1933 nach dem Gesetz zur Wiederherstellung des Berufsbeamtentums als Museumsleiter zwangsbeurlaubt, vor allem wegen seines Eintretens für die moderne Kunst, die als „Entartete Kunst“ bezeichnet wurde. Noch bis zum Sommer 1933 hielt er allerdings eine später veröffentlichte Vorlesung über die Deutsche Kunst der letzten dreißig Jahre an der Universität Hamburg. Im Museum für Kunst und Gewerbe erhielt Sauerlandt Hausverbot. Sauerlandt, der bis zu seinem Tod parteilos war, sah dies als ein Missverständnis des neuen Regimes an: er interpretierte den Expressionismus als eine deutsche Kunstrichtung im Einklang mit der „neuen Gesellschaftsordnung“. Insbesondere in einem Vortrag auf der Tagung des Deutschen Museumsbundes im August 1933 schlug er nationalsozialistische Töne an, sprach sich aber zugleich gegen die Einmischung des Staates in Museumsentscheidungen aus. Am 30. September 1933 verlor er seine Professur an der Hamburger Universität und die ihm 1930 übertragene kommissarische Leitung der Landeskunstschule. Seine Mitgliedschaft in der Kommission der Hamburger Kunsthalle wurde suspendiert.

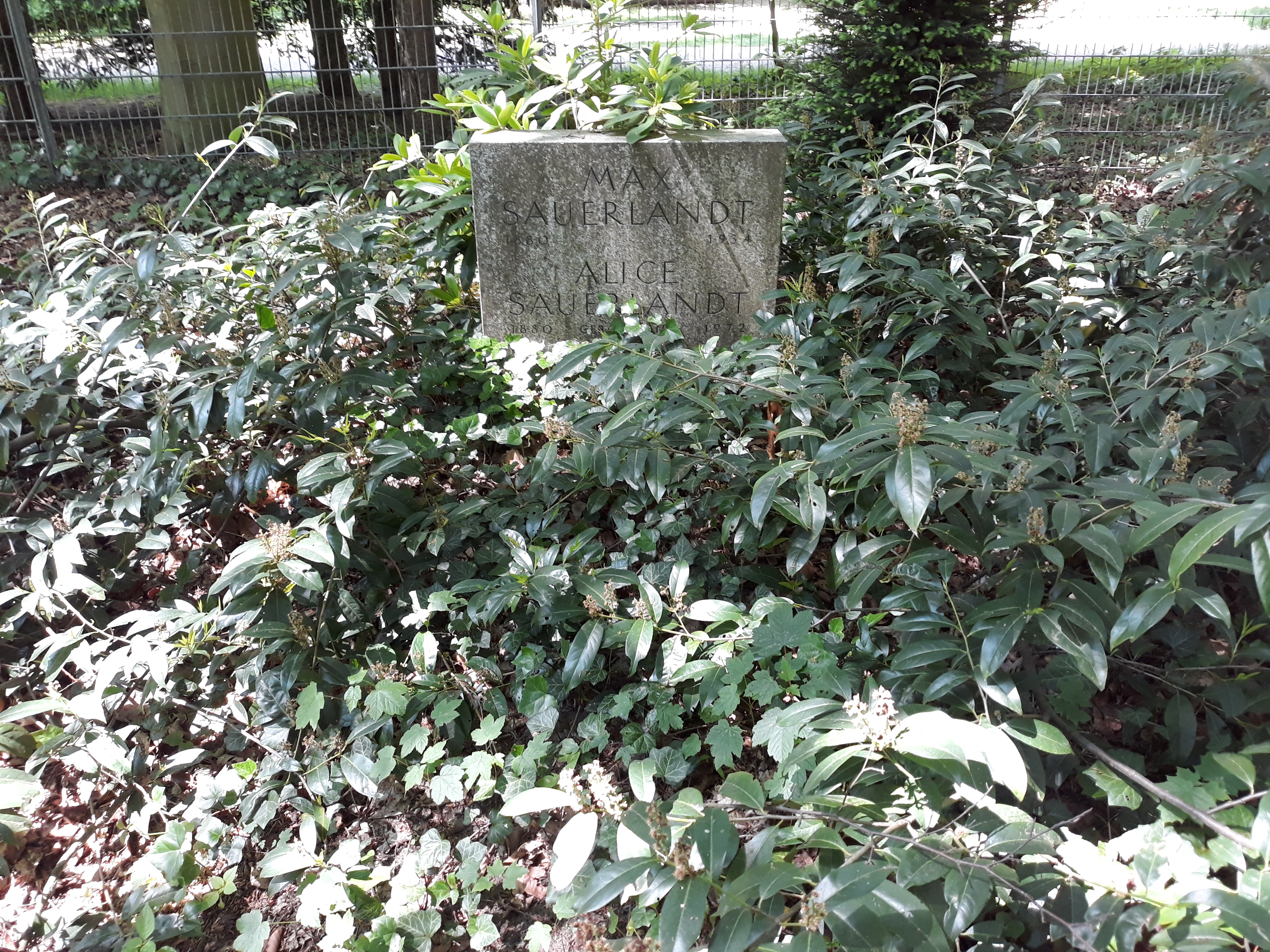
Das Grab von Max Sauerlandt und seiner Ehefrau Alice auf dem Alten Niendorfer Friedhof

Am Neujahrstag 1934 starb Max Sauerlandt an einem Magenkarzinom – seine Freunde behaupteten, der Kummer über die Zeitläufe habe ihn umgebracht. Während 1937 seine Sammlung zeitgenössischer Kunst im Museum für Kunst und Gewerbe als „entartet“ beschlagnahmt und auseinandergerissen wurde, blieb seine private Sammlung durch das Geschick seiner Frau Alice Sauerlandt unentdeckt. Max Sauerlandt und seine Frau Alice sind auf dem Alten Niendorfer Friedhof in Hamburg beerdigt.
In Halle (Saale) wurde 2013 eine neue Straße nach Max Sauerlandt benannt.

## Schriften

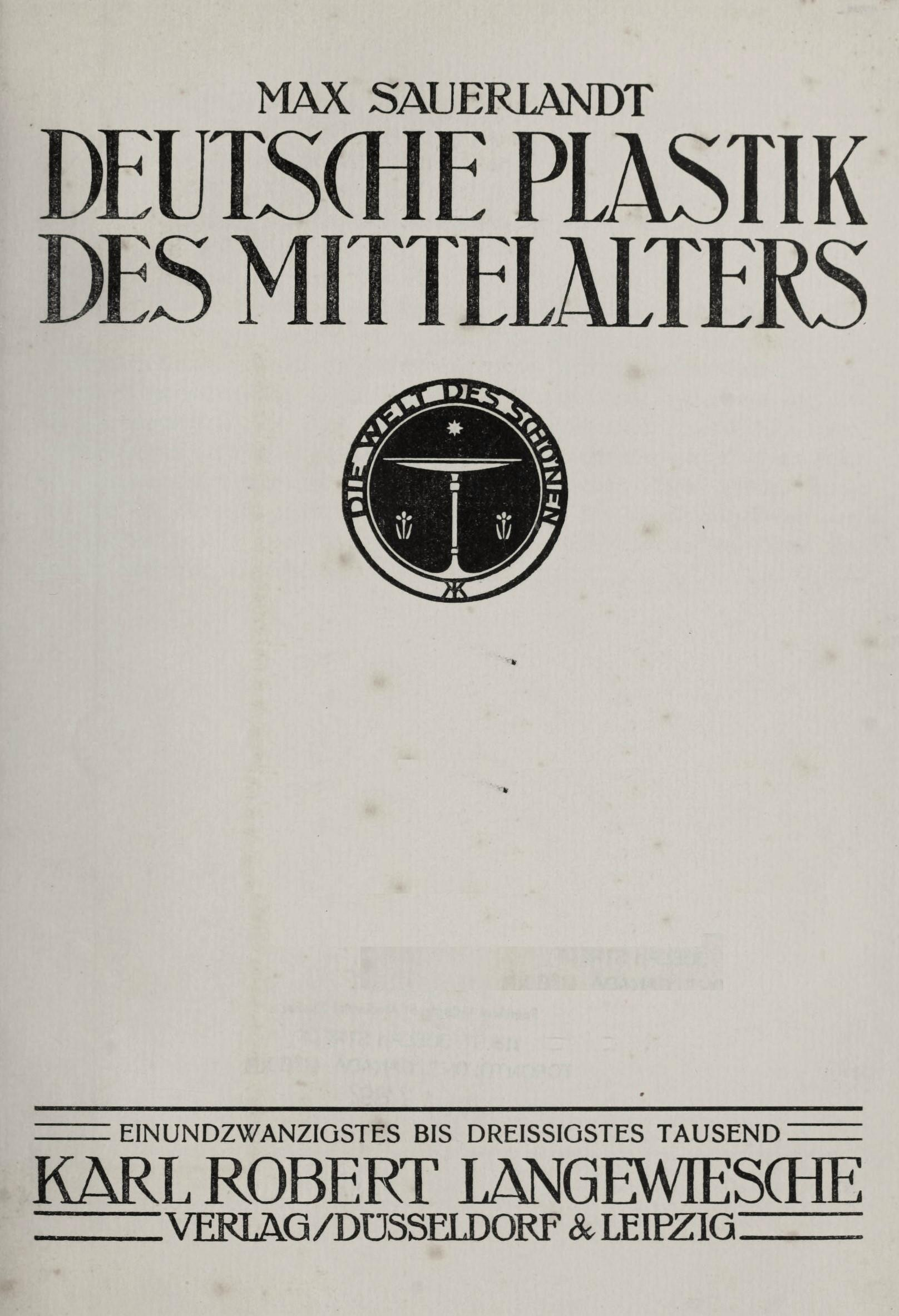
Max Sauerlandt: Deutsche Plastik des Mittelalters (1909)

Sauerlandt verfasste über 40 Bücher zur modernen und klassischen Kunst. Sein erstmals 1911 bei Langewiesche in Düsseldorf erschienenes Werk über Michelangelo erreichte eine Auflage von über 200.000 Exemplaren.
- Über die Bildwerke des Giovanni Pisano. Langewiesche, Düsseldorf, Leipzig 1904 (= Dissertation) (Digitalisat).
- Griechische Bildwerke. Langewiesche, Düsseldorf, Leipzig 1907.
- Deutsche Plastik des Mittelalters. Langewiesche, Düsseldorf, Leipzig 1909
- Michelangelo, mit 100 Abbildungen: Skulpturen und Gemälde, Langewiesche, Düsseldorf, Leipzig 1911.
- Gustav E. Pazaurek, „Deutsche Fayence- und Porzellan-Hausmaler“, Rezension in der Zeitschrift Der Cicerone. Halbmonatsschrift für die Interessen des Kunstforschers & Sammlers, Heft 18 (1926), Leipzig: Klinkhardt & Biermann, 1926, S. 90ff.; online-Digitalisat über die Universitätsbibliothek Heidelberg
- Emil Nolde. Kurt Wolff, München 1921.
- als Herausgeber: Norddeutsche Barock-Möbel. Verlag Alexander Schöpp, Elberfeld 1922.
- Kleinplastik der deutschen Renaissance. Langewiesche, Königstein/Ts./Leipzig 1927.
- Das Sofabild oder die Verwirrung der Kunstbegriffe. Riegel, Hamburg 1930.
- Die Kunst der letzten 30 Jahre. Eine Vorlesung aus dem Jahre 1933. Herausgegeben von Harald Busch. Rembrandt-Verlag, Berlin 1935.
- Im Kampf um die moderne Kunst. Briefe 1902–1933. Herausgegeben von Kurt Dingelstedt. Verlag Langen-Müller, München 1957.
- Ausgewählte Schriften. 2 Bände. Herausgegeben von Heinz Spielmann. Verlag Hans Christians, Hamburg 1971–1974;
  - Band 1: Reiseberichte. 1925–1932 (= Veröffentlichung der Lichtwark-Stiftung. Bd. 12). ISBN 3-7672-0007-4;
  - Band 2: Aufsätze und Referate. 1912–1933 (= Veröffentlichung der Lichtwark-Stiftung. Bd. 13). ISBN 3-7672-0242-5.